# Acanthopus
Acanthopus  (лат. , от др.-греч. ἀκανθο- + -πους «щетинистоногий») — род пчёл из трибы Ericrocidini семейства Apidae. Собирательные волоски образуют так называемую корзинку.

## Распространение
Неотропика: Бразилия (Amapá, Amazonas, Bahia, Maranhão, Mato Grosso, Minas Gerais, Paraíba, Pará, São Paulo); Французская Гвиана, Гайана, Тринидад и Тобаго.

## Классификация
Известно около 2 видов.
- Acanthopus excellens Schrottky, 1902
- Acanthopus palmatus (Olivier, 1789) typus (=Apis splendida Fabricius, 1793: =Apis palmata Olivier)